# Farouk Ben Mustapha
Farouk Ben Mustapha (arabisch فاروق بن مصطفى, DMG Fārūq b. Muṣṭafā; * 1. Juli 1989 in Bizerte) ist ein tunesischer Fußballspieler. Der Torwart nahm mit der tunesischen Nationalmannschaft an der Fußball-Weltmeisterschaft 2018 in Russland teil.

## Karriere

### Vereine
Ben Mustapha begann seine Karriere in seiner Heimatstadt bei der Jugend des Club Athlétique Bizertin. 2007 rückte er in den Kader der ersten Mannschaft auf. Mit seinem Klub wurde er 2012 tunesischer Vizemeister und 2013 Pokalsieger.
2014 wechselte er zum Club Africain aus der Hauptstadt Tunis. Dort gewann er 2015 die Meisterschaft und 2017 erneut den Pokal. Am 3. Juli 2017 unterschrieb er einen Vertrag beim saudi-arabischen Klub al-Shabab. Im Dezember 2020 kehrte Ben Mustapha nach Tunesien zurück und wechselte zu Espérance Tunis.

### Nationalmannschaft
Beim Afrika-Cup 2010 und bei der Afrikanischen Nationenmeisterschaft 2011 wurde er ohne vorherigen Länderspieleinsatz in den tunesischen Kader berufen, aber nicht eingesetzt. Sein erstes Länderspiel bestritt er am 15. August 2012 beim 2:2 in einem Freundschaftsspiel gegen den Iran.
Für die Turniere des Afrika-Cups 2013 und 2015 wurde er ebenfalls nominiert, blieb jedoch ohne Einsatz.
Anlässlich der Weltmeisterschaft 2018 in Russland stand er im tunesischen Aufgebot. Im ersten Gruppenspiel gegen England (1:2) kam er für Mouez Hassen ins Spiel, der  aufgrund einer Schulterverletzung bereits nach 16 Minuten ausgewechselt werden musste. Er stand auch beim zweiten Vorrundenspiel gegen Belgien in der Startelf. Im letzten Gruppenspiel gegen Panama wurde er durch Aymen Mathlouthi ersetzt. Die Mannschaft beendete das Turnier auf dem dritten Platz in der Gruppe G und schied aus.
Auch beim Afrika-Cup 2019 stand Ben Mustapha im tunesischen Kader. Dort kam er im Vorrundenspiel gegen Angola zum Einsatz. Im Achtelfinalspiel gegen Ghana wurde er in der Nachspielzeit der Verlängerung für das folgende Elfmeterschießen eingewechselt. Er hielt einen von Caleb Ekuban geschossenen Elfmeter, wodurch er seinem Team den Weg bis in das Halbfinale ebnete. In den folgenden Partien gegen Madagaskar und den Senegal sowie im Spiel um den dritten Platz gegen Nigeria wurde er nicht mehr eingesetzt.
Beim FIFA-Arabien-Pokal 2021 wurde er ebenfalls für den tunesischen Kader nominiert. Im ersten Gruppenspiel gegen den Mauretanien führte er sein Team als Kapitän auf das Spielfeld.

## Erfolge
- Tunesische Meisterschaft: 2015
- Tunesischer Pokal: 2013 und 2017